# Chip Mead
Harry Talbott „Chip” Mead Jr. (ur. 17 marca 1950 roku w Daytonie, zm. 31 marca 1993 roku w Livermore) – amerykański kierowca wyścigowy.

## Życiorys
Mead rozpoczął karierę w międzynarodowych wyścigach samochodowych w 1973 roku od startów w Kanadyjskiej Formule B, gdzie jednak nie zdobywał punktów. W tym samym roku uplasował się na czwartej pozycji w Grand Prix de Trois-Rivieres. W późniejszym okresie Amerykanin pojawiał się także w stawce Brytyjskiej Formuły Atlantic, Kanadyjskiej Formuły Atlantic, CASC Player's Challenge Series, formuły Atlantic IMSA, USAC Mini-Indy Series, Can-Am, Atlantic Championship, CART Indy Car World Series, World Championship for Drivers and Makes, Indianapolis 500, IMSA Camel GTO, IMSA Camel GT Championship, USAC Gold Crown Championship, IMSA GTU Championship oraz IMSA Camel Lights.
W CART Indy Car World Series Mead startował w latach 1980-1983. Najlepszy wynik Amerykanin osiągnął w 1982 roku, kiedy uzbierane cztery punkty dały mu 37. miejsce w klasyfikacji generalnej.